# Ambohimasina (Itasy)
Ambohimasina is een plaats en gemeente in Madagaskar gelegen in het district Arivonimamo van de regio Itasy. Er woonden bij de volkstelling in 2001 ongeveer 5000 mensen.
In de plaats is basisonderwijs en voortgezet onderwijs voor jonge kinderen beschikbaar. 100% van de bevolking is landbouwer. Het belangrijkste gewas is rijst, maar er wordt ook ananas, bonen, cassave en tomaten verbouwd.